# Crepidium riparium
Crepidium riparium är en orkidéart som först beskrevs av Johannes Jacobus Smith, och fick sitt nu gällande namn av Dariusz Lucjan Szlachetko. Crepidium riparium ingår i släktet Crepidium, och familjen orkidéer. Inga underarter finns listade i Catalogue of Life.